# ميليتون كنتاريا
كان ميليتون فارلاموفيتش كنتاريا (بالروسية:Мелитон Варламович Кантария) (وُلد في 5 أكتوبر 1920، جفاري، جورجيا - تُوفي 27 ديسمبر 1993، موسكو، روسيا) ( بطل الاتحاد السوفيتي 8 مايو 1946)، عريفاً جورجياً في الجيش السوفيتي ونال شرف نصب علم النصر السوفيتي على الرايخستاغ في 30 أبريل 1945، الساعة 9:50 مساء. وعلى الرغم من ذلك، فإن المصادر الغربية تقول أن صورته الملهمة التي تظهره يثبت علم المطرقة والمنجل السوفيتي أُخذت بعد دخول الجيش الأحمر برلين بيومين، في 2 مايو 1945.[بحاجة لمصدر]
ولد كنتاريا لعائلة فلاحين في مدينة جورجية صغيرة في جفاري وعمل في المزارع الاشتراكية السوفيتية الكلخوز (بالروسية:Колхоз) حتى استدعي إلى الجيش الأحمر عام 1940. وخلال الحرب العالمية الثانية، خدم في اللواء 756، والفرقة 150 في الجيش الثالث لمجموعة الجيوش البيلاروسية الأولى. وقام هو والعريف ميخائيل ييغوروف بزرع العلم الأحمر على الرايخستاغ خلال معركة برلين في 30 أبريل عام 1945.
وسُرح من الجيش الأحمر في عام 1946، وعاش وعمل في سوخومي بجورجيا. وفي خلال حرب الانفصال عن الاتحاد السوفيتي، أُجبر على ترك بيته بواسطة الانفصاليين الجورجيين في سبتمبر عام 1993. ولجأ كنتاريا إلى موسكو، حيث مات بعدها بشهرين.

حاملا علم الاتحاد السوفيتي

## وصلات خارجية
- تفاصيل أكثر عن علم النصر http://www.crwflags.com